# Danièle Langloys
Danièle Langloys est une enseignante de lettres classiques et militante associative française, actuelle présidente de l'association Autisme France.

## Biographie
Elle est agrégée de lettres classiques, et enseigne les lettres classiques jusqu'en 2010. Elle devient secrétaire générale de l'association Autisme France de 2007 à 2010, puis présidente de cette même association depuis 2010.
Elle est membre du CNCPH, membre titulaire du Conseil de la CNSA, experte auprès de la Haute autorité de santé, et de l'ANESM, et formatrice régionale autisme en Rhône-Alpes.
Elle est intervenue à l'ENS en tant que représentante des usagers.

## Publications
- Danièle Langloys, Marcel Hérault, Vincent Gerhards et Delphine Piloquet, « Déclaration du collectif Autisme », L'information psychiatrique, vol. 87,‎ mai 2011, p. 421-422.
- « Recommandations de bonnes pratiques et enjeux de la scolarisation d’un enfant autiste », NRAS,‎ 2012 (lire en ligne).
- « Inclusion ou exclusion scolaire pour les élèves avec autisme en France ? », dans À la découverte de l'autisme, Dunod, 2014.
- « Etat des lieux et d'urgence sur l'autisme », Le Huffington post,‎ 2 avril 2016 (lire en ligne).
- « Pour la journée mondiale de sensibilisation à l'autisme 2017, les familles espèrent plus qu'une simple conférence », Le Huffington post,‎ 2 avril 2017 (lire en ligne).
- « L'autisme, c'est un problème de lâcheté collective », Le Monde,‎ 6 juillet 2017 (lire en ligne).

Elle a participé au bilan du plan autisme 3 et à des propositions du plan 4.

## Prises de position
Elle s'oppose fortement à la psychanalyse dans le domaine de l'autisme en France, et à l'assimilation de l'autisme à un « trouble psychotique ».
Elle est l'auteur d'un « rapport sur les violations des droits et dysfonctionnements de l’aide sociale à l’enfance », publié le 15 juillet 2015.
Elle est l'auteur de 3 rapports à l'ONU sur les violations des droits des enfants autistes, des droits de l'Homme et des droits des femmes. Elle s'est investie dans l'affaire Rachel.
Le 2 octobre 2019, dans Le Monde, elle défend publiquement Greta Thunberg contre les attaques basées sur son autisme.

## Distinctions
- 2009 :  Chevalière de l'ordre des Palmes académiques.
- 2013 :  Chevalière de la Légion d'honneur[7].